# باد بيفينسن
باد بونسن (بالألمانية: Bad Bevensen) هي بلدة ألمانية تقع في ألمانيا في سكسونيا السفلى. يقدر عدد سكانها بـ 8,786 نسمة .

## المدن التوأمة
مدن دمين، ساوث مولتون ‏ و Chojnice هي مدن توأمة لـباد بونسن.

## أعلام
- إرنست شيفر
- ثيودور ماير
- ديرك فيشر